# Da Bartali Crew
Da Bartali Crew ist eine grönländische Band.

## Geschichte
Da Bartali Crew wurde 2012 von Hans-Ole Amossen gegründet, der bereits seit 2009 die Hardrockband Torluut! hatte. Er begann als DJ, war aber daran interessiert, Electro live zu spielen und holte deswegen Kasper Mathiesen und Ove Mørch in die Band. Die Gruppe tritt zu Konzerten auf und verbindet dabei Electro mit Hip-Hop und Ambient. Dazu bedienen sie sich bekannten grönländischen Gastsängern wie beispielsweise Nuuk Posse, Nina Kreutzmann Jørgensen und Kimmernaq Kjeldsen. Da die Band nur live auftritt, hat sie bisher kein Album veröffentlicht. Trotzdem erhielt Da Bartali Crew 2019 den Talentpreis der Koda Awards und wurde zudem im selben Jahr für den Musikpreis des Nordischen Rates nominiert. Die Band ist neben Grönland auch schon in Skandinavien, anderen europäischen Ländern und Südamerika aufgetreten, darunter beim Grönlandtag im Tivoli, einer Dänemarktournee gemeinsam mit unter anderem Small Time Giants, Nina Kreutzmann Jørgensen und Ulf Fleischer, und dem Festival Días Nórdicos in Montevideo sowie in São Paulo. Ihr Video von einem Auftritt im Katuaq von 2016 hatte im September 2023 über 1,1 Mio. Aufrufe auf YouTube, entsprechend dem 20-fachen der Einwohnerzahl Grönlands.